# أحمد بن عبد الله القاري
أحمد بن عبد الله القاري (1309هـ - 1359هـ‍ = 1891 - 1940م) قاض تهامي . تعلم في المدرسة الصولتية (بمكة) ودرّس بها، وعين قاضيا لمدينة جدة على المذهب الحنفي سنة 1340هـ، وجعل من أعضاء مجلس الشورى سنة 1349 فرئيسا للمحكمة الشرعية الكبرى، فأحد أعضاء رئاسة القضاء سنة 1357 إلى أن توفي.
- له ( مجلة الأحكام الشرعية - خ ) على مذهب الإمام أحمد بن حنبل، في نحو ألف مادة، عاجله الأجل قبل طبعها وكانت وفاته عام 1359هـ‍ في الطائف.[2]